# Romanus Braubach
Romanus Maria August Braubach (* 9. August 1851 in Köln; † 4. März 1904) war Jurist und Mitglied des Deutschen Reichstags.

## Leben
Romanus Braubach besuchte das Gymnasium an der Apostelkirche in Köln und die Universitäten Bonn, Berlin und Heidelberg und promovierte in Heidelberg 1872. 1869 war er Einjährig-Freiwilliger im Königs-Husaren Regiment (1. Rhein. No. 7) und nahm am Krieg gegen Frankreich teil. Später war er Reserve-Offizier im Rheinischen Kürassier-Regiment No. 8. Erst war er Referendar in Köln und Trier, seit 1878 war er Advokat und seit 1879 Rechtsanwalt zunächst beim Landgericht, seit September 1889 beim Oberlandesgericht Köln. Außerdem war er Stadtverordneter von Köln.
Ab 1893 war er Mitglied des Deutschen Reichstags für den Wahlkreis Regierungsbezirk Koblenz 5 Mayen, Ahrweiler und die Deutsche Zentrumspartei. Sein Mandat legte er infolge der Übernahme einer Rechtsanwaltstelle beim Reichsgericht am 5. Dezember 1895 nieder.